# Kento
Kento, pseudònim de Francesco Carlo (Reggio Calabria, 18 de novembre de 1976), és un raper italià. Actiu des de principi dels anys 90, es pot emmarcar entre els rap militant/rap compromès.

## Biografia
Nascut el 18 de novembre de 1976 i crescut a Reggio de Calàbria, Francesco "Kento" Carlo s'aproxima al micròfon a principis dels anys 90, mogut per un enfocament antagònic natural i inspirat en el rap lluitador de la posse activa en aquests anys. Traslladant-se a Roma el 1995, Kento s'incorpora al col·lectiu de “Gli Inquilini”, amb el qual –entre el 2003 i el 2007– produeix 4 discos. Mentrestant, consolida el seu projecte entre el hip hop i el reggae (encara actiu) amb Kalafro Sound Power de Reggio, l’àlbum de debut del qual, “Solo l’Amore”, veu la llum l'estiu del 2007. El seu primer àlbum en solitari "Sacco o Vanzetti" es va publicar el 2009, recollint crítiques i ressenyes positives. El 2010 torna junt amb el seu Kalafro amb "Resistenza Sonora", un àlbum de revolta contra l'opressió del crim organitzat i les injustícies d'un estat cada vegada més desvinculat, i amb el single homònim "Resistenza Sonora". També és el primer raper de hip hop que participa en una final del Premi Tenco, a l'edició del 2016.
És autor d’una columna del diari il Fatto Quotidiano titulada "Il blog di Kento".
El maig de 2021 va dedicar una cançó a Pablo Hasél, empresonat al Centre Penitenciari de Ponent. La composició, que s'anomena Free Pablo Hasel, també està dedicada a totes les víctimes de la repressió i la censura de l'estat espanyol.

## Sacco o Vanzetti
Sacco o Vanzetti és el primer àlbum en solitari de Kento, llançat el desembre del 2009 amb el segell relief Records EU. Inspirat en la història dels dos anarquistes italians condemnats a mort injustament als Estats Units, Sacco o Vanzetti està compost per 15 temes + 2 temes extra i conté col·laboracions amb artistes de l'escena hip-hop i no hip-hop, entre els quals Tayo "Hyst" Yamanouchi, Lord Madness, Jungla Beat, el veterà de l'escena hip-hop / punk Chef Ragoo i la banda romana Torpedo, que va editar la música del tema principal. Les produccions musicals les va confiar al beatmaker napolità Matteo "Peight" Vitagliano.
El 2017 es va publicar el darrer cd del raper, titulat Da Sud. El vídeo del segon senzill extret del seu nou treball, titulat "HIPHOP", realitzat en col·laboració amb els Voodoo Brothers, va ser presentat exclusivament per Fanpage.it.

## Discografia

### Com a solista
- 2009 - Sacco o Vanzetti (Relief Records Eu, segell independent)

### Amb Gli Inquilini
- 2003 - Benvenuti nel Paese dei Mostri (autoproducció)
- 2004 - Bentornati nel Paese dei Mostri (Antibemusic, segell independent)
- 2005 - Il Mondo Nuovo (Antibemusic, segell independent)
- 2007 - I Mostri Capitolo Terzo (Goodfellas)

### Amb Kalafro Sound Power
- 2005 - Bergamotto Show Case
- 2007 - Solo l'Amore (Cd Club Entertainment)
- 2010 - Resistenza Sonora (Relief Records Eu, segell independent)

### Amb The Voodoo Brothers
- 2014 - Radici (Relief Records Eu, segell independent)

## Publicacions
És l’autor del llibre: Resistance Rap (Música, Iotta e (forse) poesia: come l'Hip-Hop ha cambiato la mia vita). Publicació round robin, ISBN 9788898715695